# Virgen de la Clemencia (pintura)
La Virgen de la Clemencia en italiano Madonna della Clemenza es una pintura sobre tabla realizada en encáustica (con un repinte posterior), fechada entre los siglos VI y VIII, en la Basílica de Santa María en Trastevere, Roma, Italia. Se trata de un icono de la  Virgen entronizada con el Niño. Los orígenes de la pintura son objeto de debate entre los estudiosos, pero se considera que fue producida en Roma, tal vez por encargo del papa Juan VII (r. 705-707), de etnia griega, uno de los papas bizantinos, lo que ayudaría a explicar especialmente los elementos griegos. La Virgen de la Clemencia es uno de los cinco iconos marianos más antiguos que existen del periodo medieval. Su proximidad al surgimiento del cristianismo es una de las razones por las que se creía que era una imagen divina. Es la más grande de las cinco, con unas medidas de 164 x 116 cm.
Aunque la mayoría de los estudiosos creen que el cuadro siempre estuvo destinado a la basílica de Santa María en Trastevere, donde parece estar documentado en el reinado del papa Gregorio IV (828-844), otros sugieren que éste no era su hogar original. Es posible que, en cambio, se encargara para un nuevo palacio que Juan VII comenzó en el barrio griego alrededor de la Iglesia de Santa María Antigua y que no se terminó en su corto reinado.

## Descripción
En la pintura, María está representada en la iconografía de Regina Coeli, casi única en Roma a finales de la antigüedad, vistiendo un traje específico de los emperadores bizantinos. En este y otros muchos iconos tempranos, María está formulada en el estilo Maestà. El tema «maestà» que es un estilo popular para la iconografía mariana en el que María es representada como la Reina del Cielo, en estilo regio sentada en un trono y con una corona cubierta de perlas. El Niño Jesús está vestido con ropas púrpuras similares a las de María, pero las de él aparentemente estaban pintadas originalmente con oro, mientras que las de ella no. Tanto María como Cristo tienen nimbos de oro. María está sentada acunando al Niño en un brazo y sosteniendo un bastón con forma de cruz en el otro. Este estilo de María sosteniendo a Cristo es inusual, ya que María suele sostener a Cristo con más seguridad. En este caso, el niño está sentado erguido en su regazo, con la mano de ella probablemente sobre su muslo.

## Historia
Tiene uno de los primeros retratos de donantes conocidos. Aunque la pintura está muy desgastada, arrodillada a los pies de la Virgen Madre se encuentra la imagen de quien se cree que es el papa Juan VII. En 1593, durante la Contrarreforma, el icono fue reencuadrado y colocado en la Capella Altemps central dentro de la Basílica de Santa María en Trastevere como medio para mostrar el poder de esta imagen de culto mariano. La idea que subyace a este reencuadre es que, si se enmarca un icono, pasa de ser un objeto divino a una obra de arte, eliminando así el estigma de ser considerado un falso ídolo.
En 1988, se celebró una exposición en la Basílica de Santa María la Mayor, en Roma. Los cinco iconos marianos más antiguos estaban representados, aunque la representación de la Madonna della Clemenza no era el original, sino una copia fotográfica debido al delicado estado de la pintura original.